# Solpugella dissentanea
Solpugella dissentanea är en spindeldjursart som beskrevs av Roewer 1933. Solpugella dissentanea ingår i släktet Solpugella och familjen Solpugidae. Inga underarter finns listade i Catalogue of Life.